# Schieneninfrastruktur Ost-Niedersachsen
Die Schieneninfrastruktur Ost-Niedersachsen GmbH (kurz SinON) ist ein nichtbundeseigenes Eisenbahninfrastrukturunternehmen, das ein etwa 260 km langes Streckennetz in Niedersachsen betreibt. Das Unternehmen ist vollständig im Eigentum des Landes Niedersachsen und übernahm zum 1. Januar 2022 die Strecken der Osthannoverschen Eisenbahnen (OHE).

## Geschichte
Das Land Niedersachsen war noch bis 2006 Miteigentümer der Osthannoverschen Eisenbahn, die danach privatisiert wurde. Mit dem Ziel, wieder direktere Kontrolle auf das OHE-Streckennetz zu nehmen, beschloss der niedersächsische Landtag am 16. Dezember 2021 den Kauf der Strecken zu einem Preis von 12 Millionen Euro. Hierzu wurde die Landesgesellschaft Schieneninfrastruktur Ost-Niedersachsen GmbH gegründet, die zum 1. Januar 2022 dann die Strecken der OHE übernahm. Die etwa 40 Beschäftigten aus dem Infrastrukturbereich der OHE wurden von dem neuen Unternehmen übernommen. Das Land beabsichtigte 2021, 70 Millionen Euro in die Sanierung der Strecken zu investieren.

## Streckennetz
Folgende Strecken werden von der Schieneninfrastruktur Ost-Niedersachsen GmbH betrieben:
- Lüneburg Nord – Lüneburg Meisterweg (Streckennummer 9110; Streckenlänge 1,3 km)
- Lüneburg Süd – Soltau (Han) Süd (9111; 57,1 km)
- Winsen (Luhe) Süd – Hützel (9112; 41,1 km)
- Winsen (Luhe) Süd – Niedermarschacht (9113; 17,1 km)
- Celle Nord – Soltau (Han) Süd (9170; 59,0 km)
- Beckedorf – Munster (Örtze) Süd (9172; 23,9 km)
- Celle Nord – Wittingen West (9173; 51,0 km)
- Wunstorf West – Mesmerode (9178; 6,6 km)